# Jądro przedsionkowe dolne
Jądro przedsionkowe dolne, jądro Rollera (łac. nucleus vestibularis inferior, ang. inferior vestibular nucleus) – w anatomii człowieka jedno z jąder części przedsionkowej nerwu przedsionkowo-ślimakowego, mające długość 5–6 mm. Znajduje się w górnym odcinku rdzenia przedłużonego.